# Akobo (vattendrag)
River Akobo är ett vattendrag i Etiopien. Det ligger i den västra delen av landet, 600 km väster om huvudstaden Addis Abeba.